# Adorjánháza
Adorjánháza község Veszprém vármegyében, a Devecseri járásban, a Marcal-medencében. A legközelebbi város Celldömölk (15 km).

## Fekvése
Veszprém megye nyugati peremén, a Marcal völgyében, a folyó jobb parti oldalán fekszik. A szomszédos települések: észak felől Külsővat, északkelet felől Nemesszalók, dél felől Egeralja, nyugat felől pedig Celldömölk. Egeraljával mára gyakorlatilag teljesen összenőtt.

### Megközelítése
Csak közúton közelíthető meg, a 8413-as úton, amely nagyjából dél-északi irányban húzódik végig a központján.
Az ország távolabbi részei felől vagy Pápa, vagy Celldömölk érintésével, vagy pedig a 8-as főút Somló menti szakasza irányából érhető el. Pápa, illetve Celldömölk felől a két várost összekötő 834-es főúton Külsővatig kell eljutni, majd ott rákanyarodni a 8413-as útra; a 8-as felől pedig Somlójenő után kell letérni Iszkáz irányába, ahonnan a 8403-as, majd a 8413-as úton juthatunk el a településre.

## Története
Első ismert írásos említése 1476-ból származik Adryanhaza alakban. 1696-ban Adorján néven említik az oklevelek; nevét feltehetően egy Adorján nevű emberről kapta. A falut kisnemesek lakták, gazdaságára a néhány holdas földek voltak a jellemzők. Összeépült a szomszédos Egeraljával. Adorjánháza és Egeralja 1949-ben közös közigazgatási egységgé vált Adorjánháza néven. 1991 óta újra önálló község mindkettő.

## Közélete

### Polgármesterei
- 1990–1994: Fülöp Endre (FKgP)[3]
- 1994–1998: Fülöp Endre (független)[4]
- 1998–2002: Ifj. Harkai Gyula (független)[5]
- 2002–2006: Marton Dezső (független)[6]
- 2006–2010: Marton Dezső (független)[7]
- 2010–2014: Marton Dezső (független)[8]
- 2014–2019: Marton Dezső (független)[9]
- 2019–2022: Zsömlye György (független)[10]
- 2023–2024: Pődör Györgyi (független)[11]
- 2024– : Pődör Györgyi Mária (független)[1]

A településen 2023. január 22-én időközi polgármester-választást kellett tartani, mert az előző településvezető 2022. október 13-án elhunyt.

## Népesség
A település népességének alakulása:
| Lakosok száma | 389  | 391  | 362  | 342  | 356  | 348  | 329  |
|               | 2013 | 2014 | 2015 | 2021 | 2022 | 2023 | 2024 |

A 2011-es népszámlálás idején a lakosok 98,6%-a magyarnak, 0,3% németnek, 6,8% cigánynak, 1,1% ukránnak, 0,8% ruszinnak mondta magát (0,3% nem nyilatkozott). A vallási megoszlás a következő volt: római katolikus 31,5%, református 39,7%, evangélikus 15,1%, felekezeten kívüli 6% (7,1% nem nyilatkozott).
2022-ben a lakosság 93%-a vallotta magát magyarnak, 7,6% cigánynak, 0,8% németnek, 0,3% horvátnak, 0,8% egyéb, nem hazai nemzetiségűnek (6,5% nem nyilatkozott; a kettős identitások miatt a végösszeg nagyobb lehet 100%-nál). Vallásuk szerint 23,9% volt református, 19,4% római katolikus, 12,4% evangélikus, 0,3% egyéb keresztény, 2,2% egyéb katolikus, 5,3% felekezeten kívüli (36,9% nem válaszolt).

## Nevezetességei
- Református templom (1784)